# Pazifikwaran
Der Pazifikwaran (Varanus indicus) ist ein Vertreter der Warane (Varanus) aus der Ordnung der Schuppenkriechtiere (Squamata). Er lebt auf Neuguinea und Nordaustralien und wird über einen Meter lang.

## Merkmale
Der Pazifikwaran ist ein mittelgroßer, generalistisch (nicht spezialisiert) gebauter Waran ohne Geschlechtsdimorphismus. Adulti wiegen maximal 1,9 Kilogramm und sind maximal 1,25 Meter lang. Die dorsale Zeichnung besteht aus gelblichen oder weißlichen Punkten, deren Durchmesser meist unter fünf Schuppen beträgt. Sie kontrastiert sich auf einer bräunlich-schwärzlichen Grundfarbe. Weiters sind eine helle, nicht gezeichnete Kehle, eine dunkle Zunge und ein seitlich zusammengedrückter Ruderschwanz typisch.
Die Pazifikwarane der südlichen Marianen und von Angaur auf Palau sind dunkelgrau, olivgrün oder schwarz mit weißen bis orangen dorsal-lateralen Flecken von der Schnauze bis zur Mitte des Schwanzes.

## Vorkommen
Der Pazifikwaran ist weit verbreitet. Er bewohnt das Cape York, die Küstenbereiche Neuguineas, einen Teil der Marshallinseln, die Molukken, Timor, auf einem Teil der Marianen, auf einem Teil der Salomonen, an der Küste von Arnhemland und auf den Inseln der Torresstraße. Er bevorzugt als Lebensraum Mangroven, allerdings kommt er in Wäldern aller Art vor.

## Lebensweise
Ob diese Tiere amphibisch oder terrestrisch leben, ist nicht vollständig geklärt. Allerdings wurden diese Warane auf den Salomonen und auf Guam meist auf trockenen Böden weit entfernt von Wasser beobachtet. Andererseits wurden sie bereits im Meer schwimmend beobachtet, und oft fliehen sie ins Wasser. Offenbar können sie auch gut klettern und laufen. Sie sind tagaktiv und haben am Morgen ihre Aktivitätsspitze. In Gefangenschaft lebende Tiere schlafen nachts auf Bäumen.
Ihre Ernährungsweise ist opportunistisch; sie fressen neben vielen Wirbellosen und Wirbeltieren auch Eier.
Die Männchen sind offenbar ab einer Kopfrumpflänge von 32 Zentimetern geschlechtsreif. Die meisten tragenden Weibchen haben eine Kopfrumpflänge von mehr als 27,5 Zentimetern. Ein Gelege umfasst etwa zehn Eier, welche 58 × 28 Millimeter groß sind. Die Schlüpflinge sind etwa 25 Zentimeter lang.

## Geschichte
Dieser Waran wurde 1802 erstmals von François-Marie Daudin beschrieben. Neuerdings wurde der Bindenwaran mit einem Neotyp neu definiert, welcher von nun ab der Holotypus ist. Dieses juvenile Exemplar von den Molukken befindet sich im Forschungsinstitut und Museum Alexander Koenig in Bonn.

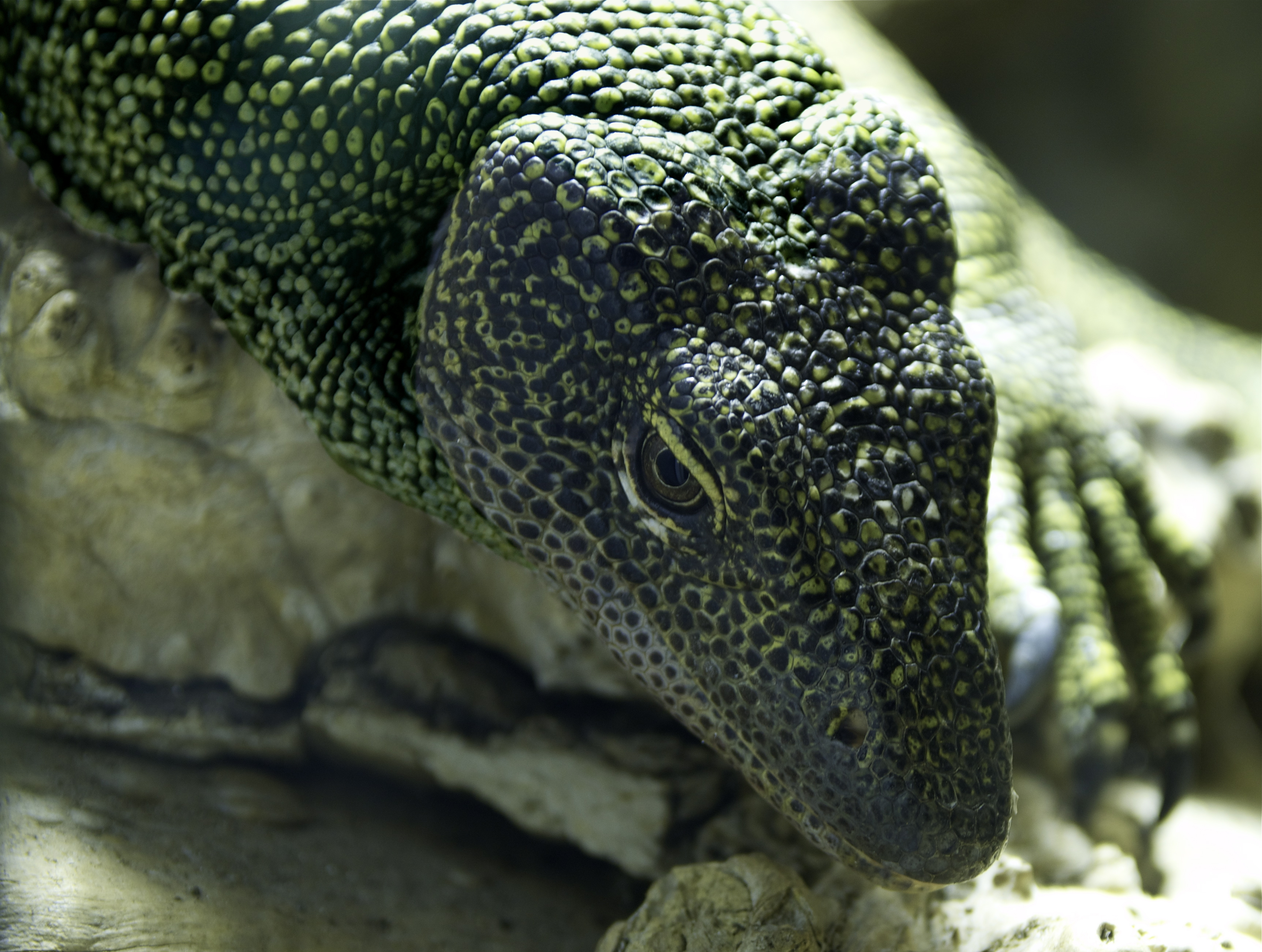
Pazifikwaran, Kopf. Muséum National d’Histoire Naturelle, Paris.